# Jiaodixi
Jiaodixi ou jiao dixi (em chinês:  角抵戏, Jiǎodǐxì) era um gênero de dança tradicional intimamente relacionada às  artes marciais e cujo conjunto de movimentos, ou golpes, encena (ou engloba) precipuamente movimentos evasivos e técnicas comparáveis às de projeção e imobilização das artes marciais ordinárias. Teria sido inspirado no primitivo estilo (quiçá ou mais vetusto) de wushu shuai jiao.